# Stenocercus trachycephalus
La lagartija collareja (Stenocercus trachycephalus) es una especie de lagarto de la familia Tropiduridae, endémica de los Andes de Colombia, departamentos de Boyacá, Caldas, Cundinamarca, Norte de Santander y Santander.

## Descripción
El macho alcanza una longitud de 15,1 cm de largo, de los cuales hasta 8,9 cm corresponden a la longitud rostro-cloaca y 6,2 cm al largo de la cola. Las hembras alcanzan alrededor de 13,4 cm de longitud, 7,9 cm rostro-cloaca y 5,5 cm la cola.  El cuerpo es de color verde oscuro grisáceo con manchas horizontales blancuzcas  y verticales negruzcas sobre la columna vertebral. La cabeza es parda, el cuello y alrededor de los oídos y en el hocico es manchado de color anaranjado, con escalas negras en la región lateroventral del cuello. Los flancos son verdes con puntos blancos o verde claro. Presenta una bolsa posfemoral.

## Hábitat
Se encuentra en altitudes entre los 1.750 y 3.800 m s. n. m., preferentemente en el bosque tropical seco y el páramo. Se puede encontrar en las rocas y los troncos de árboles.

## Alimentación y comportamiento
Forrajea activamente en busca de sus presas, entre las que se incluyen escarabajos, saltamontes y hormigas. Los machos defienden sus territorios agresivamente y adquieren colores llamativos durante la época reproductiva.